# Ipeľské Úľany
Ipeľské Úľany (em húngaro: Ipolyfödémes) é um município da Eslováquia, situado no distrito de Levice, na região de Nitra. Tem 15,68 km² de área e sua população em 2018 foi estimada em 277 habitantes.

## Demografia
| Ano:        | 1994 | 2004    | 2014    | 2024   |
| ----------- | ---- | ------- | ------- | ------ |
| Broj ljudi: | 415  | 342     | 290     | 262    |
| Razlika:    |      | -17,59% | -15,20% | -9,65% |

| Ano:               | 2023 | 2024   |
| ------------------ | ---- | ------ |
| Número de pessoas: | 263  | 262    |
| Diferença:         |      | -0,38% |